# Beuvillers (Calvados)
Beuvillers ist eine französische Gemeinde mit 1.301 Einwohnern (Stand: 1. Januar 2022) im Département Calvados in der Region Normandie. Sie gehört zum Kanton Lisieux im Arrondissement Lisieux. Die Einwohner werden Beuvillersois genannt.

## Geographie
Beuvillers liegt etwa 45 Kilometer ostsüdöstlich von Caen und etwa drei Kilometer südöstlich des Stadtzentrums von Lisieux in der Landschaft Pays d’Auge. Umgeben wird Beuvillers von den Nachbargemeinden Lisieux im Westen und Norden, Glos im Osten und Süden sowie Saint-Martin-de-la-Lieue im Süden und Südwesten.

## Bevölkerungsentwicklung
| Jahr                       | 1962 | 1968 | 1975 | 1982 | 1990 | 1999 | 2006 | 2019 |
| Einwohner                  | 1037 | 1267 | 1263 | 1037 | 1054 | 1069 | 1197 | 1338 |
| Quellen: Cassini und INSEE |      |      |      |      |      |      |      |      |

## Sehenswürdigkeiten
- Kirche Sainte-Cécile aus dem 19. Jahrhundert

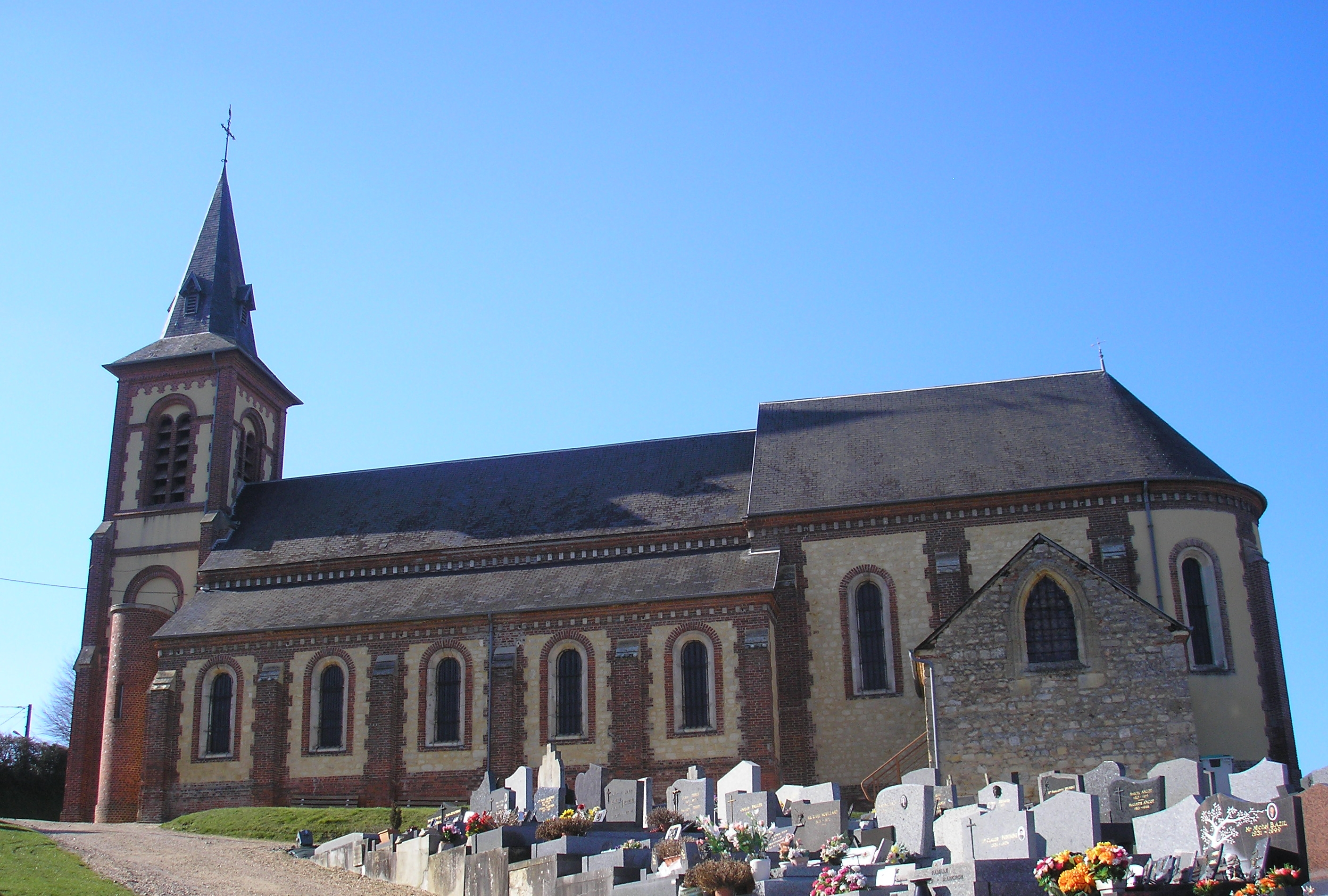
Kirche Sainte-Cécile

## Gemeindepartnerschaft
Mit der deutschen Gemeinde Gipperath in Rheinland-Pfalz besteht eine Partnerschaft.